# (36807) 2000 SM67
2000 SM67 (asteroide 36807) é um asteroide da cintura principal. Possui uma excentricidade de 0.07335600 e uma inclinação de 2.67830º.
Este asteroide foi descoberto no dia 24 de setembro de 2000 por LINEAR em Socorro.